# Lithium-Schwefeldioxid-Batterie
Die Lithium-Schwefeldioxid-Batterie ist eine nicht wiederaufladbare Lithiumbatterie mit Lithium als Anode und einer Inertelektrode (Ruß-Teflon-Gemisch auf einem Metallnetz) als Kathode, wobei das Schwefeldioxid kathodisch reduziert wird. Als Elektrolyt und Lösungsmittel für Schwefeldioxid wird vorwiegend Acetonitril mit Lithiumbromid als Leitsalz benutzt. Im Inneren der Batterie herrscht durch den Dampfdruck von Schwefeldioxid je nach Temperatur ein Druck von bis zu 4 bar. Dieser Batterietyp war einer der ersten technisch genutzten Lithiumbatterien und wurde 1938 entwickelt. Er zeichnet sich vor allem durch einen weiten Einsatztemperaturbereich von −55 °C bis +70 °C und geringer Selbstentladung bei vergleichsweise guter Energiedichte aus.

## Eigenschaften
Die Leerlaufspannung der Batterie beträgt 3,0 V und die typische Lastspannung 2,7 V. Durch Zugabe von Bromchlorid kann die sehr flach verlaufende Entladekurve auf ca. 3,9 V gesteigert werden. Die praktisch erzielbare Energiedichte beträgt für zylindrische Rundzellen 400–450 mWh/cm3. Die Selbstentladung beträgt ca. 0,16 Prozent/Monat. Als Baugrößen werden Typen von 0,9 bis 13 Ah hergestellt, Knopfzellen existieren für diesen Batterietyp nicht.
Durch den im Inneren betriebsbedingt herrschenden hohen Druck von Schwefeldioxid besteht bei dieser Batterie die Gefahr von Explosion des Gehäuses bei elektrischen Kurzschluss oder bei hohen Temperaturen wie bei einem Brand. Das als Leitsalz eingesetzte Acetonitril bildet bei hohen Temperaturen den sehr giftigen Cyanwasserstoff. Weiters sind die Herstellungskosten pro Zelle vergleichsweise hoch. Aus diesen Gründen werden Lithium-Schwefeldioxid-Batterien primär nur für bestimmte industrielle und insbesondere militärische Zwecke eingesetzt, wie beispielsweise Notfunkbaken, wo es auf die geringe Selbstentladung und den weiten Temperatureinsatzbereich ankommt.

## Elektrochemie
Beim Entladevorgang wird Lithium anodisch unter Elektronenabgabe zu Lithiumionen (Li+) oxidiert. Schwefeldioxid wird über mehrere Reaktionsschritte und zwischenzeitlich gebildete Radikale kathodisch zu Dithionitionen reduziert. Die Gesamtgleichung kann folgendermaßen formuliert werden:
{\displaystyle \mathrm {2\ Li+2\ SO_{2}\rightarrow Li_{2}S_{2}O_{4}} }
Donatorhalbzelle: {\displaystyle \mathrm {2\ Li\longrightarrow 2\ Li^{+}+2\ e^{-}} }
Akzeptorhalbzelle: {\displaystyle \mathrm {2\ SO_{2}+2\ e^{-}\longrightarrow S_{2}O_{4}^{2-}} }
Das gebildete schwer lösliche Lithiumdithionit Li2S2O4 lagert sich in den Poren der Kathode ab und bewirkt durch die zusätzliche Polarisationsspannung eine Erhöhung des Widerstandes der Zelle.